# Formica fukaii
Formica fukaii é uma espécie de formiga do gênero Formica, pertencente à subfamília Formicinae.